# Alexander Edmondson
Alexander Edmondson ou Alex Edmondson (Miri, 22 de dezembro de 1993) é um ciclista australiano, natural da Malásia, um país localizado no Sudeste Asiático. Ele é especialista em provas de pista e estrada. Foi um dos atletas que representou a Austrália nos Jogos Olímpicos de 2012, em Londres, juntamente com a sua irmã, Annette Edmondson, também ciclista olímpica.